# Juku

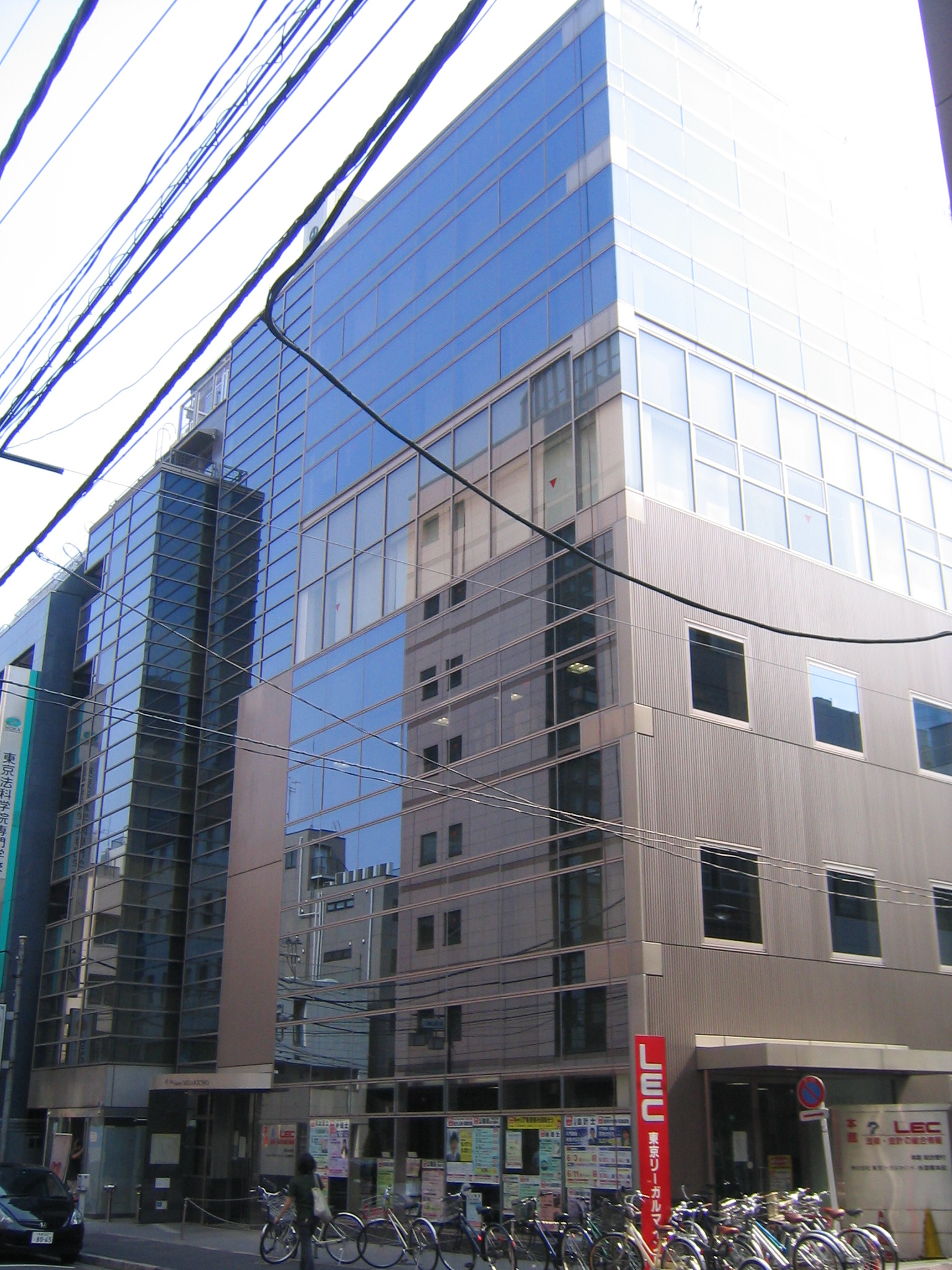
L'établissement LEC d'aide à l'étude.

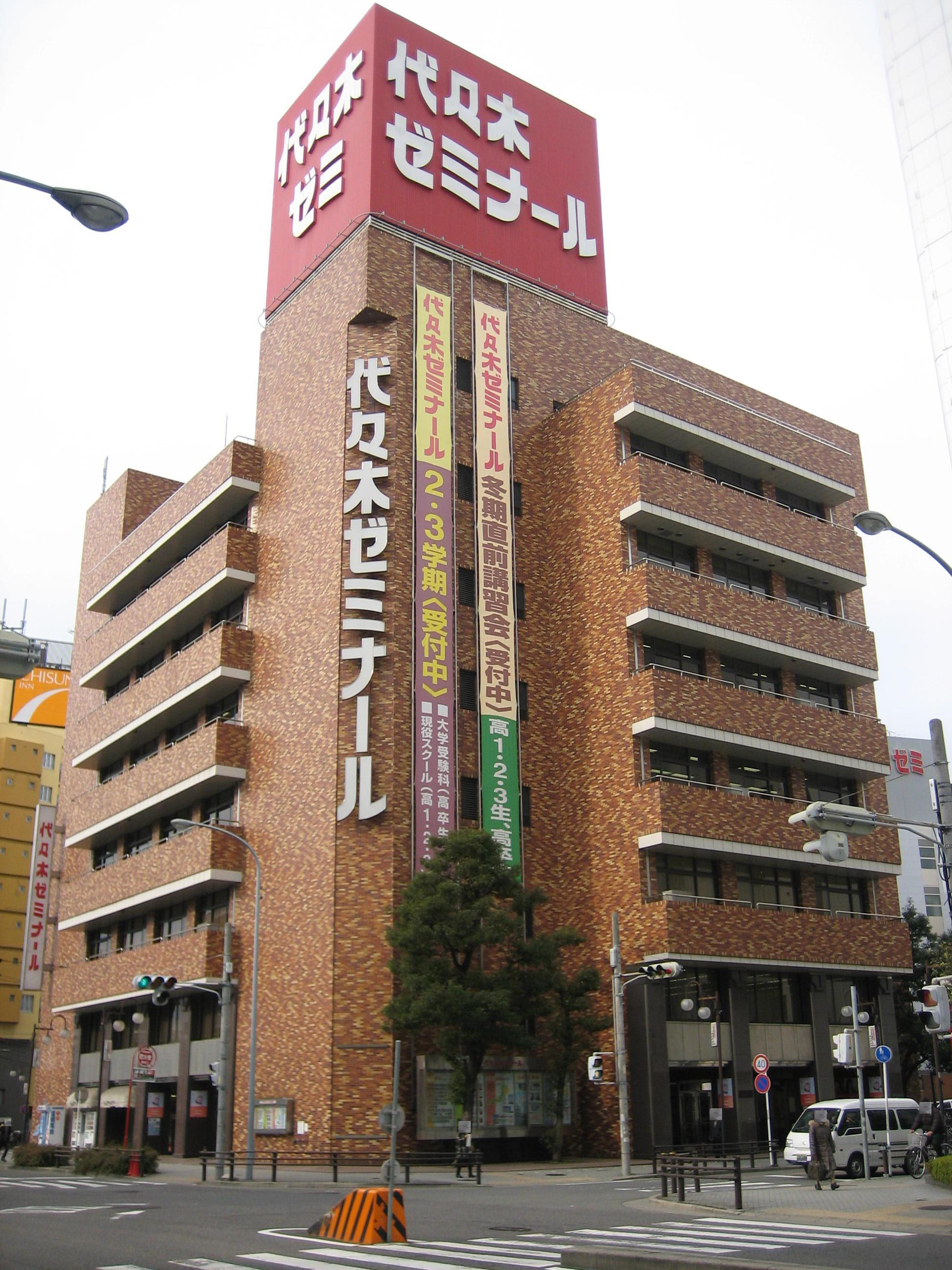
Le siège du Séminaire Yoyogi à Nagoya.

Un juku (塾) est un établissement scolaire privé d'aide à l'étude. Principalement implanté au Japon, ce type d'établissement a vu le jour à la fin de la période Edo. Aujourd'hui, il existe de nombreux types de juku, selon les sujets abordés et l'âge des élèves.

## Histoire

### La période Edo: une pluralité d'enseignements

#### L'émergence d'un système éducatif japonais
Les premières traces d'un système éducatif au Japon peuvent être datés de 1630, au début du shogunat Tokugawa, lorsque le gouvernement offrit des terres et finança l'école privée du néoconfucianiste Hayashi Razan, afin qu'il puisse diffuser à plus grande échelle les idées de Zhu Xi, qui avaient alors les faveurs du régime. La prise de contrôle par le shogunat de ce qui allait devenir le Shōheikō se fit progressivement jusqu'à la fin de la période Edo, où il était entièrement contrôlé par le pouvoir. Cette éducation confucianiste se répandit dans tous les han du pays afin d'éduquer la classe guerrière, les samouraïs. Il était en effet nécessaire pour le shogunat de transformer progressivement cette classe héréditaire en bureaucrates instruits et de leur inculquer des valeurs morales communes afin de consolider le régime en place et l'unité du pays. Également, la création du Shōheikō, pouvant être considéré comme une école d'élite, permettait d'attirer les meilleurs samouraïs du pays vers la capitale, Edo.
Dans le même temps, des écoles ouvertes aux enfants de paysans firent leur apparition. Ces tenarai-juku (手習い塾, Tenarai juku), que l'on pourrait traduire par « études par l'écriture manuscrite », également surnommés terakoya, ont un statut privé et permettent d'offrir une éducation de base de plus en plus recherchée en raison des changements économiques opérants pendant le shogunat Tokugawa. Les cours y sont principalement enseignés par des roturiers, à hauteur de 75 %, mais aussi par des samouraïs et des moines. Les tenarai-juku sont généralement des maisons individuelles ou bien une simple pièce dans un temple où le professeur pratique devant ses élèves, issus généralement du voisinage. Ces derniers se voient enseigner la lecture, l'écriture mais aussi l'arithmétique, à laquelle s'ajoute l'utilisation du boulier japonais, le soroban. Cette dernière discipline n'étant réellement enseignée qu'à partir de la fin du XVIIIe siècle. Ce type d'enseignement libéral a connu un réel essor à la fin de la période Edo, où il existait plus de 10 000 terakoya à travers le pays,. Certains chercheurs, comme Kikuji Nakamura, estiment même que ce nombre se situe entre 30 et 40 000.

#### Lesshijuku, l'ultime expression de l'éducation privée durant la période Edo
Les shijuku (私塾, Shijuku) sont des écoles privées reprenant le principe des terakoya, bien que les professeurs soient en majorité (53 %) des samouraïs. Apparues au début de la période Edo, ces institutions ne se sont réellement développées qu'au milieu du XIXe siècle. On dénombrait plus de mille établissements de la sorte à la fin du shogunat Tokugawa. Le niveau d'étude, mais aussi les matières étudiées, varient selon l'établissement et plus précisément, selon le professeur. Par rapport aux terakoya, on peut noter que les shijuku proposent généralement un niveau d'enseignement plus élevé,, mais surtout des matières qui diffèrent de ces derniers. On voit alors apparaître auprès des classiques confucéens des livres venus d'occident, qui sont parfois complétés par l'étude des langues occidentales. Ainsi, au Keiō Shijuku fondé par Fukuzawa Yukichi, l'enseignement des jeunes samouraïs était prodigué en anglais. D'autres shijuku s'intéressent à la formation politique de leurs élèves si bien que Yoshida Shōin, qui avait formé Itō Hirobumi et Inoue Kaoru, fut exécuté en 1859 par le shogunat pour son enseignement subversif.

### Les conséquences de la restauration de Meiji sur l'enseignement privé

#### La vague de décrets des premières années de l'ère Meiji
Le lendemain de la restauration de Meiji fut marqué par d'importants changements, qui touchèrent aussi bien la politique que l'éducation. Dans les premières années qui suivirent la fin du shogunat, un certain flottement a subsisté quant au statut des lieux destinés à l'éducation. Ainsi, le système éducatif japonais mis en place pendant la période Edo a continué d'exister sans réelles modifications jusqu'aux décrets des années 1870.

## Sources